# Turová
Turová (bis 1927 slowakisch „Turavá“; ungarisch Zólyomtúr – 1888–1907 Túr und älter Turova) ist eine Gemeinde in der Mittelslowakei mit 450 Einwohnern (Stand 31. Dezember 2024) und gehört zum Okres Zvolen, einem Kreis des Banskobystrický kraj.

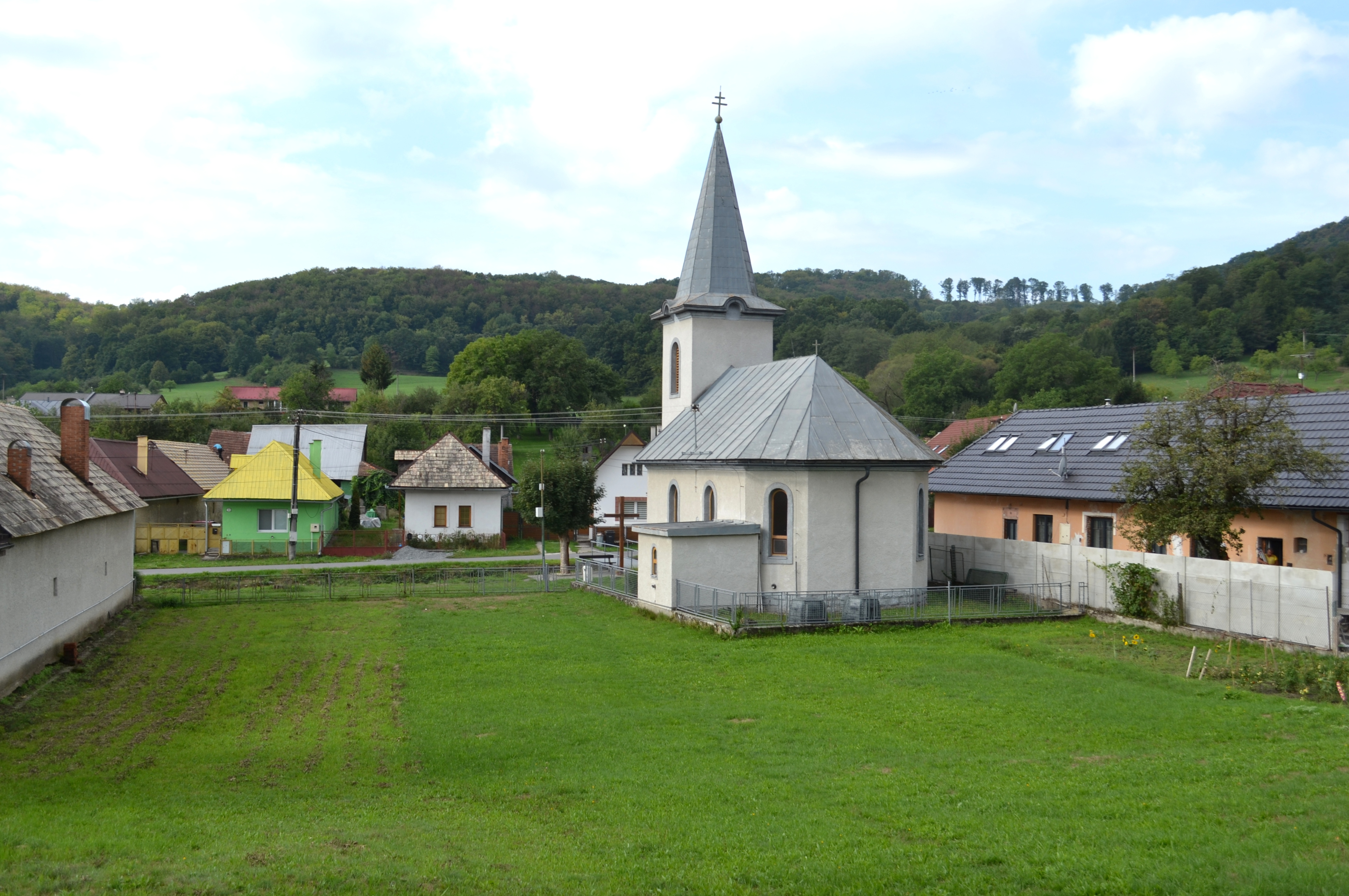
Sieben-Schmerzen-Kirche

## Geographie
Die Gemeinde befindet sich am Übergang von den Kremnitzer Bergen in den Talkessel Zvolenská kotlina, im Tal des Baches Turová im Einzugsgebiet des Hron. Das Ortszentrum liegt auf einer Höhe von 335 m n.m. und ist 10 Kilometer von Zvolen entfernt. 
Nachbargemeinden sind Sliač (Stadtteil Hájniky) im Norden, Kováčová im Nordosten und Osten, Budča im Süden und Tŕnie im Westen.

## Geschichte
Turová wurde zum ersten Mal 1424 als Twrowa schriftlich erwähnt und gehörte damals zum Herrschaftsgebiet der Burg Dobrá Niva. 1828 zählte man 22 Häuser und 174 Einwohner, die als Landwirte und Viehhalter beschäftigt waren.
Bis 1918 gehörten die im Komitat Sohl liegenden Orte zum Königreich Ungarn und kamen danach zur Tschechoslowakei beziehungsweise heute Slowakei.

## Bevölkerung
| Jahr                | 1994 | 2004    | 2014     | 2024    |
| ------------------- | ---- | ------- | -------- | ------- |
| Anzahl der Personen | 358  | 352     | 416      | 450     |
| Unterschied         |      | −1,67 % | +18,18 % | +8,17 % |

| Jahr                | 2023 | 2024    |
| ------------------- | ---- | ------- |
| Anzahl der Personen | 454  | 450     |
| Unterschied         |      | −0,88 % |

Nach der Volkszählung 2011 wohnten in Turová 385 Einwohner, davon 364 Slowaken, vier Tschechen und ein Pole. Ein Einwohner gab eine andere Ethnie an und 15 Einwohner machten keine Angabe zur Ethnie. 
279 Einwohner bekannten sich zur römisch-katholischen Kirche, 16 Einwohner zur Evangelischen Kirche A. B. und ein Einwohner zu den Mormonen; ein Einwohner bekannte sich zu einer anderen Konfession. 62 Einwohner waren konfessionslos und bei 26 Einwohnern wurde die Konfession nicht ermittelt.

## Bauwerke und Denkmäler
- Römisch-katholische Kirche Sieben Schmerzen Mariens aus dem Jahr 1937